# Snälltåg

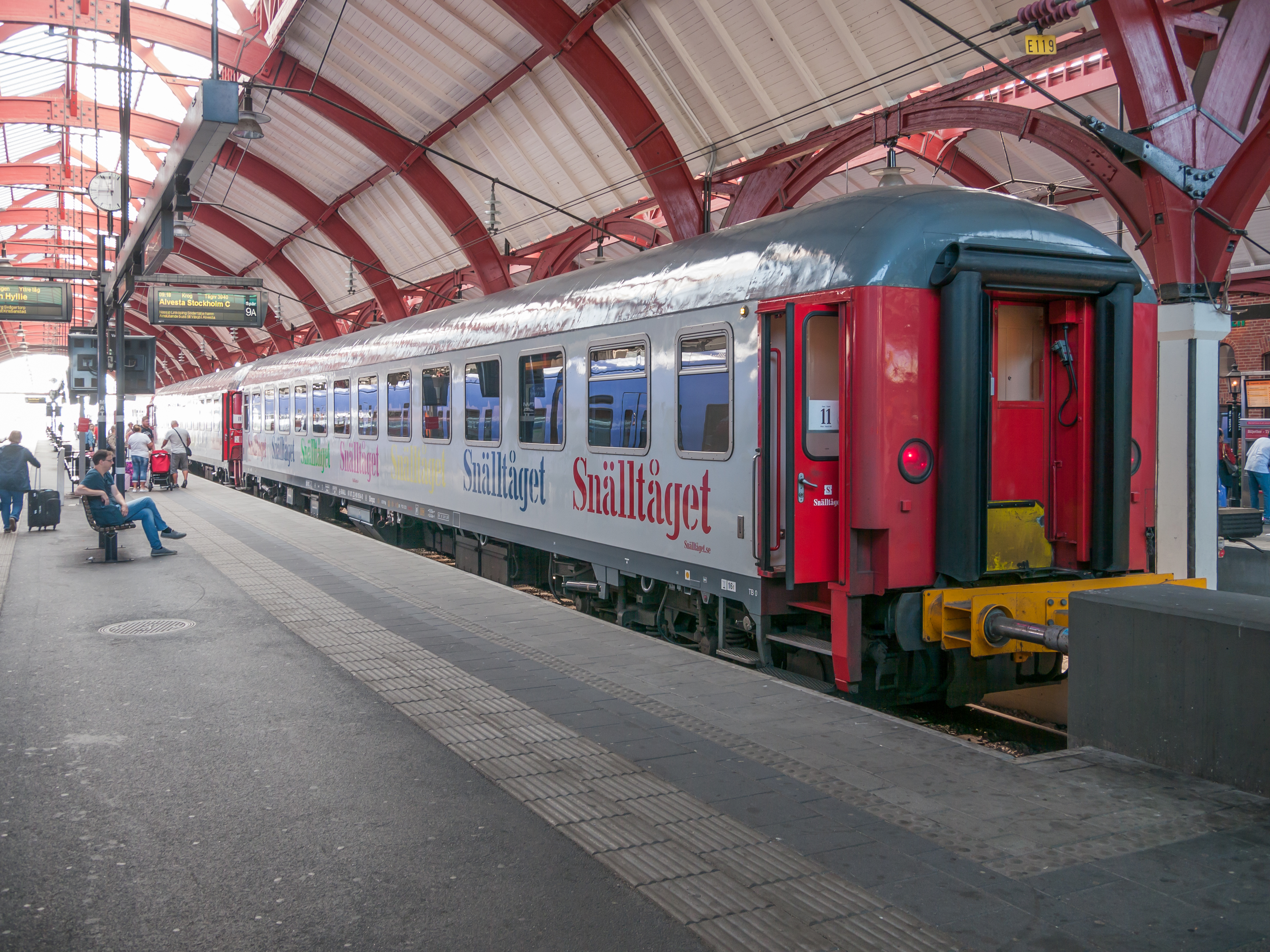
Ett tåg i Malmö i Sverige tillhörande operatören Snälltåget. Begreppet har återupplivats i Sverige av denna operatör.

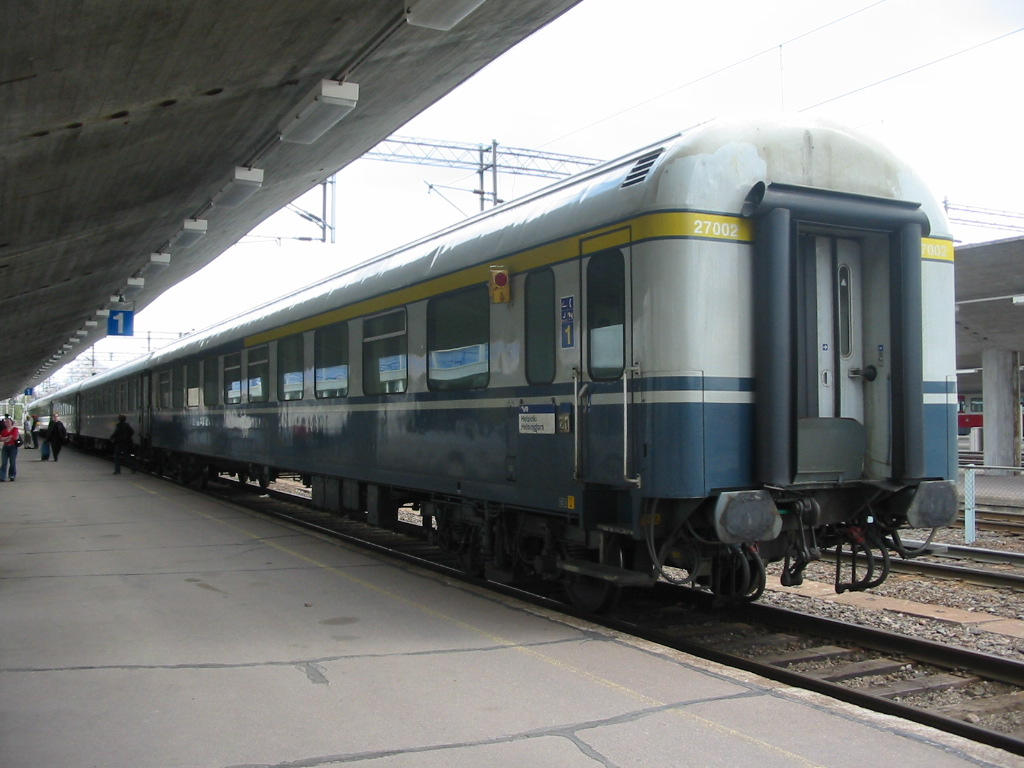
Finskt "blått" snälltåg, den förhärskande typen från 1970- till 2000-talet.

Snälltåg, i Sverige förkortat St, är en äldre benämning på snabba persontåg i Finland och Sverige. 

## Historik
Snälltåg var avsett uteslutande för befordran av passagerare och resgods samt post, ibland även ilgods. Snälltåg gjorde uppehåll endast vid mera betydande platser eller vid stationer där andra viktigare banor anslöt och framfördes i allmänhet med den största hastighet, som var medgiven för vederbörande bana. För resa med snälltåg erfordrades särskild tilläggsbiljett, snälltågsbiljett.
Trafik med snälltåg i Sverige började 1862 mellan Stockholm-Göteborg. Uppdelningen mellan snälltåg och persontåg i tidtabellerna ersattes med resandetåg vid tidtabellskiftet i januari 1980. 
Snälltågen stannade på betydligt färre platser än de vanliga persontågen men på några fler platser än de tågslag som introducerades på 1940- och 1950-talen: ilsnälltåg och expresståg.
Så gott som alla tidigare nattåg i inrikestrafik samt i synnerhet alla kontinenttåg klassificerades som snälltåg, trots att många tåg med utländska vagnar hade namn som Paris-, Skandia- och Hamburgexpressen. En del av dessa tåg stannade vid ytterst få stationer under sin nattliga färd till och från svenska tågfärjestationer, och den genomsnittliga resehastigheten för dessa snälltåg lär ha varit den högsta på svenska spår innan hastigheterna började höjas från 1988.
Begreppet snälltåg fick en renässans i Sverige 2013 då operatören Snälltåget fick sitt nuvarande namn. På detta sätt har begreppet snälltåg återuppstått i Sverige.

## Etymologi
I några sammansatta ord som snälltåg, snällseglare och snällpost betyder förleden snäll   'snabb'. Orden är bildade efter tyska motsvarigheterna  Schnellzug, Schnellsegler och Schnellpost.  I äldre svenska betydde snäll vanligen 'hastig, rask, snabb; duglig, duktig; klok'. Betydelsen 'god(hjärtad), vänlig, beskedlig' lär vara känd från början av 1800-talet.